# Jeff Buckley

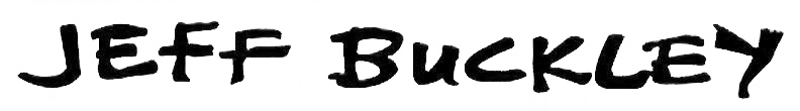
Logo von Jeff Buckley

Jeffrey Scott Buckley (* 17. November 1966 in Anaheim, Kalifornien; † 29. Mai 1997 in Memphis, Tennessee) war ein US-amerikanischer Singer-Songwriter und Gitarrist.
Er konnte nur ein Album veröffentlichen, da er mit 30 Jahren ertrank.

## Leben

### Kalifornien
Jeff Buckley wurde als Sohn des in den 1960er Jahren erfolgreichen ehemaligen Folksängers und Singer-Songwriters und späteren Jazz- und Experimentalmusikers Tim Buckley und der Pianistin Mary Guibert geboren. Mit seinem Vater, der die Familie schon vor seiner Geburt verlassen hatte, hatte er nur ein Mal im Alter von acht Jahren Kontakt. Bald danach starb Tim Buckley an einer Überdosis Heroin im Jahre 1975.
Jeff Buckley wuchs bei seiner Mutter und seinem Stiefvater Ron Moorhead mit seinem Halbbruder Corey Moorhead im Orange County (Kalifornien) auf. In seiner Jugend war er als Scottie Moorhead bekannt. Er brachte sich das Gitarre-Spielen selbst bei, nachdem er im Schrank seiner Großmutter eine Gitarre gefunden hatte. Zu seinen frühen musikalischen Vorbildern zählten Kiss und Led Zeppelin. Er absolvierte ein einjähriges Studium am Musicians Institute in Hollywood, was er später als verlorene Zeit betrachtete.

### New York
Erste öffentliche Aufmerksamkeit erfuhr er, als er bei einem Gedenkkonzert für Tim Buckley in St. Ann’s Church in New York City drei von dessen Liedern interpretierte. Aus diesem Auftritt resultierte seine kurze Zusammenarbeit mit Gary Lucas, der in der Band von Don van Vliet alias Captain Beefheart Gitarre gespielt hatte, bei Gods and Monsters. Mit ihm zusammen entstanden die Lieder Mojo Pin und Grace. Durch Vermittlung der New Yorker Künstlerin Rebecca Moore kam er in Kontakt mit der Fluxus-Bewegung und begann bald, in verschiedenen Bars und Cafés im East Village aufzutreten, darunter in dem kleinen irischen Lokal Sin-é, wo er regelmäßig montags auftrat und neben einigen Eigenkompositionen zahlreiche Coverversionen vortrug, unter anderem Lieder von Bob Dylan, Van Morrison, Jimi Hendrix, The Smiths, Edith Piaf und auch Yeh Yo Halka Halka Saroor Hai von Nusrat Fateh Ali Khan sowie traditionelle Americana. Bald danach erhielt er einen Plattenvertrag von Columbia. Aus dieser Zeit stammt die zunächst nur als EP herausgegebene CD Live at Sin-E. Die aus zwei CDs und einer DVD bestehende Legacy Edition erschien 2003.

### Grace
Das 1994 veröffentlichte Album Grace, sein einziges Studioalbum, entstand unter der Führung von Produzent Andy Wallace in Woodstock; die Arrangements stammen von Karl Berger. Da das eigene Material nicht ausreichte, wurden auch drei Coverversionen in das Album aufgenommen: der durch Nina Simone bekannte Song Lilac Wine, Benjamin Brittens Corpus Christi Carol und das posthum bekannteste Stück Buckleys, Leonard Cohens Hallelujah, das 2007 von der britischen Zeitschrift Q als bester Song aller Zeiten genannt wurde. Buckley hatte es kurz zuvor in der Version von John Cale kennengelernt. Für das Album Grace wurde er u. a. mit Doppelgold in Frankreich und 8× Platin in Australien ausgezeichnet. 1995 erhielt Buckley mit dem Grand Prix du Disque eine französische Auszeichnung, die vor ihm Édith Piaf, Jacques Brel, Yves Montand, Bruce Springsteen, Leonard Cohen und Bob Dylan erhalten hatten.

### Tourneen
Nach Fertigstellung des Albums tourte Buckley 1995 und 1996 ausgiebig mit seinen Begleitmusikern Michael Tighe (Gitarre), Mick Grøndahl (Bass) und Matt Johnson (Schlagzeug) durch die Vereinigten Staaten, Kanada, Europa, Australien und Japan, wobei die Songs während der Liveauftritte weiterentwickelt und modifiziert wurden. Seine Eigenkomposition Eternal Life ging oft in das MC5-Cover Kick Out the Jams über. Mojo Pin wurde gelegentlich durch das Intro Chocolate erweitert. Der Alex-Chilton-Song Kanga-Roo bot der Band Gelegenheit zu minutenlangen Improvisationen. Die im Jahr 2000 erschienene CD Mystery White Boy ist eine Zusammenstellung von Konzertmitschnitten. Sein Konzert im Olympia in Paris im Juli 1995, das 2001 vollständig auf CD (Live à l’Olympia) erschien, hielt Buckley selbst für sein bestes. Bei seinen Konzerten interpretierte Buckley wiederholt Lieder, die für Frauenstimmen geschrieben waren, aus dem Repertoire etwa von Nina Simone oder Nico, aber bei einer Gelegenheit auch die Arie der Dido aus der Oper Dido and Aeneas von Henry Purcell.

### My Sweetheart the Drunk
Den offiziellen Tourneen folgte 1997 eine „Phantom“-Tour, bei der Buckley inkognito jedes Mal unter einem anderen Namen auftrat, um neues Material für das folgende Album ausprobieren zu können. Er begann mit Tom Verlaine als Produzenten die ersten Songs einzuspielen, war aber mit dem Ergebnis nicht zufrieden und beabsichtigte, wieder Andy Wallace als Produzenten zu gewinnen.
Im Mai 1997 hielt sich Buckley in Memphis (Tennessee) auf, um in Ruhe an seinem zweiten Studioalbum My Sweetheart the Drunk zu arbeiten. Er mietete ein kleines Haus, in dem er allein eine Reihe von Demos aufnahm. Am Abend des 29. Mai, kurz bevor seine Bandkollegen Tighe, Grondahl und der neu verpflichtete Schlagzeuger Parker Kindred zu geplanten Aufnahmen eintrafen, machten er und ein Freund am Ufer des Wolf River Halt. Spontan ging Buckley, der dort schon bei früheren Gelegenheiten geschwommen war, voll bekleidet ins Wasser, während im Radio der Song Whole Lotta Love von Led Zeppelin ertönte und er mitsang. Er kam bis zur Mitte des Flusses, wo ihn die Bugwelle eines Schiffes unter Wasser zog, wobei der 30-Jährige ertrank. Seine Leiche wurde erst fünf Tage später gefunden. Laut Obduktionsbericht befanden sich weder Alkohol noch andere Drogen in seinem Körper.
Die Vorarbeiten für das zweite Studioalbum wurden schließlich von seiner Mutter Mary Guibert, die seinen Nachlass verwaltet, unter dem Namen Sketches for My Sweetheart the Drunk als Doppelalbum herausgegeben. Tighe und Kindred aus Buckleys Band spielten später mit Joan Wasser in den Bands Those Bastard Souls bzw. Joan as Police Woman.

## Zusammenarbeit mit anderen Künstlern
Als Gastmusiker und -sänger erscheint Buckley auf dem Album von Patti Smiths Gone Again, mit The Seedy Orchestra, The Jazz Passengers, mit Rebecca Moore und mit Brenda Kahn sowie im Soundtrack des Films First Love, Last Rites mit der Band von Nathan Larson Shudder to Think. Er nahm an Tribute-Alben für Edgar Allan Poes Closed on Account of Rabies: Poems and Tales of Edgar Allan Poe und für Jack Kerouac (hier mit Inger Lorre) teil. Unveröffentlicht blieben die Sessions mit Elizabeth Fraser von den Cocteau Twins. Zusammen mit (u. a.) Danny Carey (Schlagzeuger der Progressive-Rockband Tool) spielte Buckley in der Countryband The Wild Blue Yonder.
Die CD Live à L’Olympia enthält ein Duett Buckleys mit Alim Qasimov, einem der bekanntesten aserbaidschanischen Mugham-Sänger, das anlässlich eines World-Musik-Festivals in Südfrankreich entstand. Für das Album von Nusrat Fateh Ali Khan The Supreme Collection Volume 1 schrieb er, nachdem er ihn 1996 interviewt hatte, 1997 den Begleittext.

## Einflüsse
Was die Gesangstechnik betrifft, wurde Buckley inspiriert durch Robert Plant, Morrissey von The Smiths, Alex Chilton, Freddie Mercury, Nina Simone, Judy Garland, Cocteau Twins, Siouxsie and the Banshees, und dem pakistanischen Qawali-Sänger Nusrat Fateh Ali Khan, von dem er beim Live-Auftritt im Sin-é sagte: „He’s my Elvis“. Für Buckley als Songwriter waren unter anderem die Lieder von Joni Mitchell, Carole King und Bob Dylan wichtig. Erklärtes Ziel von Buckley war es, ein Album zu schaffen, das Led Zeppelin II in den Schatten stellen würde.

## Nachwirken
Jeff Buckleys Musik lebte von seiner weichen Stimme, die über mehrere Oktaven reichte, und von Improvisation. Viele Musiker aus der Singer/Songwriter-Branche nennen ihn als wichtige Inspirationsquelle, unter ihnen Coldplay, Thom Yorke von Radiohead, Muse-Frontmann Matthew Bellamy, Ryan Adams, Rufus Wainwright. Jimmy Gnecco von Ours, Bright Eyes, Fyfe Dangerfield von den Guillemots und Martin Grech, Chris Cornell hat ihm auf seinem Soloalbum Euphoria Morning den Song Wave Goodbye gewidmet, Rufus Wainwright das Lied Memphis Skyline, Juliana Hatfield schrieb Trying Not to Think About It, die Band Ours das Lied Drowning. Elizabeth Fraser widmete ihm das Lied Rilkean Heart. Joan Wasser antwortete mit Eternal Flame auf Jeff Buckleys Everybody Here Wants You. Boys on the Radio von Courtney Love mit ihrer Band Hole ist ein Nachruf auf Kurt Cobain und Jeff Buckley. Glen Hansard schrieb nach Buckleys Tod das Lied Neath the Beeches. Die Indelicates gedenken seiner mit dem Song If Jeff Buckley Had Lived.
Der Rolling Stone listete Buckley 2008 auf Rang 39 der 100 größten Sänger aller Zeiten.

## Diskografie

### Studioalben
| Jahr | Titel                                | Höchstplatzierung, Gesamtwochen, AuszeichnungChartplatzierungen (Jahr, Titel, Platzierungen, Wochen, Auszeichnungen, Anmerkungen) | Höchstplatzierung, Gesamtwochen, AuszeichnungChartplatzierungen (Jahr, Titel, Platzierungen, Wochen, Auszeichnungen, Anmerkungen) | Höchstplatzierung, Gesamtwochen, AuszeichnungChartplatzierungen (Jahr, Titel, Platzierungen, Wochen, Auszeichnungen, Anmerkungen) | Höchstplatzierung, Gesamtwochen, AuszeichnungChartplatzierungen (Jahr, Titel, Platzierungen, Wochen, Auszeichnungen, Anmerkungen) | Höchstplatzierung, Gesamtwochen, AuszeichnungChartplatzierungen (Jahr, Titel, Platzierungen, Wochen, Auszeichnungen, Anmerkungen) | Anmerkungen                                                                   |
| Jahr | Titel                                | DE | AT | CH | UK | US | Anmerkungen                                                                   |
| ---- | ------------------------------------ | --- | --- | --- | --- | --- | ----------------------------------------------------------------------------- |
| 1994 | Grace                                | — | — | — | UK31 ×2Doppelplatin · (22 Wo.)UK                                                                                                  | US149 Platin · (8 Wo.)US | Erstveröffentlichung: 15. August 1994 Produzenten: Andy Wallace, Jeff Buckley |
| 1998 | Sketches for My Sweetheart the Drunk | DE93 (1 Wo.)DE | — | — | UK7 Gold · (4 Wo.)UK | US64 (3 Wo.)US | Erstveröffentlichung: 11. Mai 1998 Produzenten: Tom Verlaine, Nicholas Hill   |

### Livealben
| Jahr | Titel                             | Höchstplatzierung, Gesamtwochen, AuszeichnungChartplatzierungen (Jahr, Titel, Platzierungen, Wochen, Auszeichnungen, Anmerkungen) | Höchstplatzierung, Gesamtwochen, AuszeichnungChartplatzierungen (Jahr, Titel, Platzierungen, Wochen, Auszeichnungen, Anmerkungen) | Höchstplatzierung, Gesamtwochen, AuszeichnungChartplatzierungen (Jahr, Titel, Platzierungen, Wochen, Auszeichnungen, Anmerkungen) | Höchstplatzierung, Gesamtwochen, AuszeichnungChartplatzierungen (Jahr, Titel, Platzierungen, Wochen, Auszeichnungen, Anmerkungen) | Höchstplatzierung, Gesamtwochen, AuszeichnungChartplatzierungen (Jahr, Titel, Platzierungen, Wochen, Auszeichnungen, Anmerkungen) | Anmerkungen |
| Jahr | Titel                             | DE | AT | CH | UK | US | Anmerkungen |
| ---- | --------------------------------- | --- | --- | --- | --- | --- | --- |
| 2000 | Mystery White Boy: Live ’95 – ’96 | DE87 (1 Wo.)DE | — | CH95 (1 Wo.)CH | UK8 Silber · (3 Wo.)UK | US133 (1 Wo.)US | Erstveröffentlichung: 9. Mai 2000 Aufnahme: Mystery-White-Boy-World-Tour, 1995 Produzenten: Mary Guibert, Michael Tighe |
| 2009 | Grace Around the World            | — | — | — | — | US125 (1 Wo.)US | Erstveröffentlichung: 2. Juni 2009 CD + DVD                                                                             |

Weitere Livealben
- 1993: Live at Sin-é (EP)
- 1995: Live from the Bataclan
- 2001: Live à l’Olympia
- 2003: Live at Sin-é (Legacy Edition) (2 CDs + DVD)

### Kompilationen
| Jahr | Titel                            | Höchstplatzierung, Gesamtwochen, AuszeichnungChartplatzierungen (Jahr, Titel, Platzierungen, Wochen, Auszeichnungen, Anmerkungen) | Höchstplatzierung, Gesamtwochen, AuszeichnungChartplatzierungen (Jahr, Titel, Platzierungen, Wochen, Auszeichnungen, Anmerkungen) | Höchstplatzierung, Gesamtwochen, AuszeichnungChartplatzierungen (Jahr, Titel, Platzierungen, Wochen, Auszeichnungen, Anmerkungen) | Höchstplatzierung, Gesamtwochen, AuszeichnungChartplatzierungen (Jahr, Titel, Platzierungen, Wochen, Auszeichnungen, Anmerkungen) | Höchstplatzierung, Gesamtwochen, AuszeichnungChartplatzierungen (Jahr, Titel, Platzierungen, Wochen, Auszeichnungen, Anmerkungen) | Anmerkungen                        |
| Jahr | Titel                            | DE | AT | CH | UK | US | Anmerkungen                        |
| ---- | -------------------------------- | --- | --- | --- | --- | --- | ---------------------------------- |
| 2007 | So Real: Songs from Jeff Buckley | — | — | — | UK16 Gold · (8 Wo.)UK | — | Erstveröffentlichung: 21. Mai 2007 |
| 2016 | You And I                        | DE85 (1 Wo.)DE | AT43 (1 Wo.)AT | CH38 (1 Wo.)CH | UK16 (1 Wo.)UK | US58 (1 Wo.)US | Erstveröffentlichung: 6. März 2016 |

Weitere Kompilationen
- 1994: Peyote Radio Theatre (Promo-Sampler, 3 Tracks)
- 2002: Songs to No One 1991–1992
- 2002: The Grace EPs
- 2003: Mystery White Boy / Live in Chicago (CD + Live-DVD)
- 2008: Grace / Live in Chicago (CD + Live-DVD)
- 2010: The Jeff Buckley Collection
- 2010: Original Album Classics (Box mit 3 CDs)
- 2013: Playlist: The Very Best of Jeff Buckley
- 2013: Music & Photos (CD + Live-DVD)

### Singles
| Jahr | Titel Album                                                   | Höchstplatzierung, Gesamtwochen, AuszeichnungChartplatzierungen (Jahr, Titel, Album, Platzierungen, Wochen, Auszeichnungen, Anmerkungen) | Höchstplatzierung, Gesamtwochen, AuszeichnungChartplatzierungen (Jahr, Titel, Album, Platzierungen, Wochen, Auszeichnungen, Anmerkungen) | Höchstplatzierung, Gesamtwochen, AuszeichnungChartplatzierungen (Jahr, Titel, Album, Platzierungen, Wochen, Auszeichnungen, Anmerkungen) | Höchstplatzierung, Gesamtwochen, AuszeichnungChartplatzierungen (Jahr, Titel, Album, Platzierungen, Wochen, Auszeichnungen, Anmerkungen) | Anmerkungen                                                                |
| Jahr | Titel Album                                                   | DE | AT | CH | UK | Anmerkungen                                                                |
| ---- | ------------------------------------------------------------- | --- | --- | --- | --- | -------------------------------------------------------------------------- |
| 1995 | Last Goodbye Grace                                            | — | — | — | UK54 (4 Wo.)UK | Erstveröffentlichung: 15. Mai 1995 Autor: Jeff Buckley                     |
| 1998 | Everybody Here Wants You Sketches for My Sweetheart the Drunk | — | — | — | UK43 (2 Wo.)UK | Erstveröffentlichung: 25. Mai 1998 Autor: Jeff Buckley                     |
| 2007 | Hallelujah Grace                                              | DE38 Gold · (8 Wo.)DE | AT38 (16 Wo.)AT | CH38 (46 Wo.)CH | UK2 Platin · (22 Wo.)UK | Erstveröffentlichung: 21. Mai 2007 Autor und Original: Leonard Cohen, 1984 |

Weitere Singles
- 1994: Grace
- 1995: So Real
- 1995: Eternal Life
- 1998: Vancouver
- 2002: She Is Free (mit Gary Lucas)
- 2004: Forget Her
- 2015: Everyday People
- 2016: The Boy with the Thorn in His Side

### Videoalben
- 2000: Live in Chicago (UK: Gold)
- 2009: Grace Around the World

## Auszeichnungen für Musikverkäufe
| Goldene Schallplatte - Australien - 2016: für das Album Mystery White Boy - 2016: für das Album So Real: Songs from Jeff Buckley - Belgien - 2013: für die Single Hallelujah - Dänemark - 2023: für das Album Grace - Frankreich - 2001: für das Videoalbum Live in Chicago - 2008: für das Album So Real: Songs from Jeff Buckley - Irland - 2007: für das Album So Real: Songs from Jeff Buckley - Kanada - 2019: für das Album Grace - Neuseeland - 2023: für das Album Grace - Portugal - 2024: für das Album Grace - Schweden - 2009: für die Single Hallelujah - Spanien - 2024: für die Single Hallelujah - Vereinigtes Königreich - 2025: für das Lied Lover You Should’ve Come Over 2× Goldene Schallplatte - Frankreich - 2000: für das Album Grace | Platin-Schallplatte - Australien - 2009: für das Videoalbum Grace Around the World - Dänemark - 2023: für die Single Hallelujah - Europa - 2003: für das Album Grace - Italien - 2015: für das Album Grace - 2017: für die Single Hallelujah 2× Platin-Schallplatte - Australien - 2014: für die Single Hallelujah - 2016: für das Album Sketches for My Sweetheart the Drunk - Kanada - 2019: für die Single Hallelujah - Neuseeland - 2022: für die Single Hallelujah - Vereinigte Staaten - 2019: für die Single Hallelujah 5× Platin-Schallplatte - Australien - 2016: für das Videoalbum Live in Chicago 8× Platin-Schallplatte - Australien - 2022: für das Album Grace |

Anmerkung: Auszeichnungen in Ländern aus den Charttabellen bzw. Chartboxen sind in ebendiesen zu finden.
| Land/RegionAuszeichnungen für Musikverkäufe (Land/Region, Auszeichnungen, Verkäufe, Quellen) | Silber  | Gold       | Platin       | Verkäufe    | Quellen              |
| -------------------------------------------------------------------------------------------- | ------- | ---------- | ------------ | ----------- | -------------------- |
| Australien (ARIA)                                                                            | —       | 2× Gold2   | 18× Platin18 | 1.000.000   | aria.com.au          |
| Belgien (BRMA)                                                                               | —       | Gold1      | —            | 25.000      | ultratop.be          |
| Dänemark (IFPI)                                                                              | —       | Gold1      | Platin1      | 100.000     | ifpi.dk              |
| Deutschland (BVMI)                                                                           | —       | Gold1      | —            | 150.000     | musikindustrie.de    |
| Europa (IFPI)                                                                                | —       | —          | Platin1      | (1.000.000) | ifpi.org             |
| Frankreich (SNEP)                                                                            | —       | 4× Gold4   | —            | 285.000     | snepmusique.com      |
| Irland (IRMA)                                                                                | —       | Gold1      | —            | 7.500       | irishcharts.ie       |
| Italien (FIMI)                                                                               | —       | —          | 2× Platin2   | 100.000     | fimi.it              |
| Kanada (MC)                                                                                  | —       | Gold1      | 2× Platin2   | 210.000     | musiccanada.com      |
| Neuseeland (RMNZ)                                                                            | —       | Gold1      | 2× Platin2   | 67.500      | radioscope.co.nz NZ2 |
| Portugal (AFP)                                                                               | —       | Gold1      | —            | 3.500       | Einzelnachweise      |
| Schweden (IFPI)                                                                              | —       | Gold1      | —            | 10.000      | sverigetopplistan.se |
| Spanien (Promusicae)                                                                         | —       | Gold1      | —            | 30.000      | elportaldemusica.es  |
| Vereinigte Staaten (RIAA)                                                                    | —       | —          | 3× Platin3   | 3.000.000   | riaa.com             |
| Vereinigtes Königreich (BPI)                                                                 | Silber1 | 4× Gold4   | 3× Platin3   | 1.885.000   | bpi.co.uk            |
| Insgesamt                                                                                    | Silber1 | 19× Gold19 | 32× Platin32 |             |                      |

## Dokumentarfilme
- Frankfurt, Südbahnhof (1995) Live-Aufnahme des Konzerts vom 24. Februar 1995 für das Deutsche Fernsehen.
- Fall in Light (1999), Produktion des französischen Fernsehens.
- Everybody Here Wants You (2002), BBC
- Amazing Grace: Jeff Buckley (2004)

## Filme
- 2012: Greetings from Tim Buckley
- 2025: It’s Never Over, Jeff Buckley